# Juan Acuña
Juan Acuña Naya (La Coruña, 14 de fevereiro de 1923 - 30 de agosto de 2011) foi um futebolista espanhol.

## Carreira
Juan Acuña Naya fez parte do elenco da Seleção Espanhola de Futebol da Copa do Mundo de 1950. Ele não atuou.